# Lavinia Planitia
Lavinia Planitia is een laagvlakte op de planeet Venus. Lavinia Planitia werd in 1982 genoemd naar Lavinia, een prinses uit de Romeinse mythologie.
De laagvlakte heeft een diameter van 2820 kilometer en bevindt zich in het gelijknamig quadrangle Lavinia Planitia (V-55) en het quadrangle Mylitta Fluctus (V-61). De laagvlakte is bedekt met oude lavastromen (onder andere Eriu Fluctus en Kaiwan Fluctus) en is gelegen nabij het heuvelachtige gebied dat bekend staat als de Alpha Regio. Het laagland herbergt een vertakkend systeem van richels, een paar honderd meter hoog boven het oppervlak, maar honderden kilometers lang, die een aaneengesloten geheel vormen.